# Convolvulus ruspolii
Convolvulus ruspolii är en vindeväxtart som beskrevs av Damm. och Hallier f.. Convolvulus ruspolii ingår i släktet vindor, och familjen vindeväxter. Utöver nominatformen finns också underarten C. r. pilosa.